# Yang Hongxun
Yang Hongxun (Chino: 杨鸿勋) (Hebei, diciembre de 1931-17 de abril de 2016) fue un arquitecto, historiador de la arquitectura y arqueólogo chino. Fue profesor en el Instituto de Arqueología de la Academia China de Ciencias Sociales y fundador del campo de la arqueología arquitectónica en China. Publicó varios libros en los campos de la historia de la arquitectura y la arqueología de China, y diseñó el Museo Nacional de Escritura China y el Museo de la Cultura de Longshan.

## Trayectoria
Yang nació en diciembre de 1931 en el condado de Li, Hebei, República de China. Se graduó en el Departamento de Arquitectura de la Universidad Tsinghua en 1955 y fue asignado para trabajar como asistente del renombrado académico Liang Sicheng en el Instituto de Ingeniería Civil y Arquitectura de la Academia de Ciencias de China. Ayudó a Liang a fundar la Oficina de Investigación de Teoría e Historia de la Arquitectura, que pasó a formar parte del Instituto de Ciencias de la Arquitectura después de 1957.
En 1973, Yang se trasladó al Instituto de Arqueología de la Academia China de Ciencias Sociales por invitación del director Xia Nai. Allí estableció el programa de arqueología arquitectónica. Pasó el resto de su carrera en el instituto y luego fue ascendido a profesor asociado y profesor. También enseñó como profesor adjunto en Fudan University, Tongji University, South China University of Technology y National Taiwan University.
El enfoque de investigación de Yang fue la historia y arqueología de la arquitectura. En 2001, su Colección de artículos sobre arqueología arquitectónica (建筑 考古学 论文集, 1987) fue votada por los lectores del periódico académico nacional China Cultural Relics News (中国文物报) como el mejor libro de arqueología y museología del siglo XX. Otro libro suyo, Tratado sobre los jardines de Jiangnan (江南 园林 论, 1994), fue votado como el tercero mejor.
Yang recibió una pensión especial para académicos distinguidos por el Consejo de Estado de China y trabajó como asesor de la UNESCO. Fue elegido miembro de la Academia Rusa de Arquitectura y Ciencias de la Construcción en 2005.
Yang murió el 17 de abril de 2016 en Beijing, a los 84 años

## Obras seleccionadas

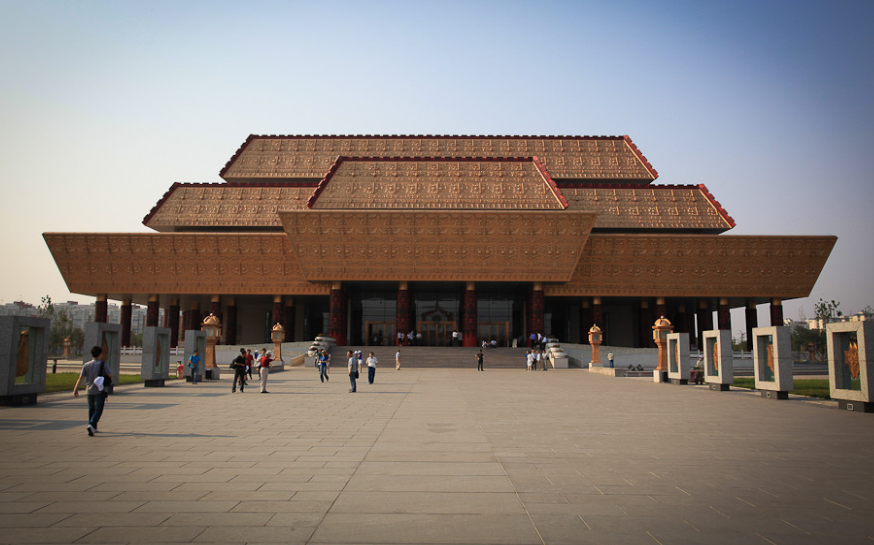
Museo Nacional de Escritura China (2009)

Yang diseñó el Museo Nacional de Escritura China, que se inauguró en 2009 en Anyang, Henan, el hogar de los huesos del oráculo. El museo se asemeja al carácter chino yong (墉), que significa "muralla de la ciudad", en su antigua forma pictográfica de la escritura de hueso de oráculo (un cuadrado que representa las paredes rodeadas por cuatro puertas de entrada). Sin embargo, su elección de diseño ha sido criticada por ser demasiado literal en lugar de figurativa, lo que limita la solución de diseño.
También diseñó el Museo de la Cultura Longshan, que se inauguró en 1994 en Chengziya, el sitio tipo de la cultura Longshan, en Shandong. El museo tiene la forma de un pájaro negro, símbolo sagrado de la cultura.